# Saint-Agnan (Nièvre)
Saint-Agnan é uma comuna francesa na região administrativa de Borgonha-Franco-Condado, no departamento Nièvre. Estende-se por uma área de 23,25 km². Em 2010 a comuna tinha 135 habitantes (densidade: 5,8 hab./km²).